# Demian Maia
Demian Maia Baptista (São Paulo, 6 de noviembre de 1977) es un artista marcial mixto y practicante de jiu-jitsu brasileño que competía en la categoría de peso wélter en UFC.

## Carrera en artes marciales mixtas

### Inicios de su carrera
El 21 de septiembre de 2001, luchó contra Raúl Sosa en Tormenta en el Ring en Caracas, Venezuela. Dicha lucha fue organizada por el primer cinturón negro de Jiu Jitsu Brasilero en Venezuela Francisco Salvador. Maia derrotó a Sosa por nocaut técnico en solo 48 segundos para ganar su primera pelea en su debut en MMA. Después de una ausencia de cuatro años, volvió para pelear con Lukasz Chewlicki, al cual ganó por sumisión (armbar) en The Cage Vol. 4 - Redemption. Maia seguiría con su racha compitiendo en el Super Desafío 1, obteniendo tres victorias en una noche para ser coronado como el campeón del 2007 Super Challenge en la división de menores de 83 kg. En 2007, compitió en GFC - Evolución contra Ryan Stout.

### Baja al peso wélter
Después de tomar la decisión de descender a la división de las 170 libras, Maia se enfrentó a Dong-hyun Kim el 7 de julio de 2012 en UFC 148. La pelea fue detenida a los cuarenta y siete segundos, tras una lesión sufrida por Kim. El comentarista de UFC Joe Rogan dijo que Kim se había roto una costilla, pero más tarde se reveló que había sufrido un espasmo muscular.
El 13 de octubre de 2012, Maia se enfrentó a Rick Story en UFC 153. Maia ganó la pelea por sumisión en la primera ronda.
Maia se enfrentó a Jon Fitch el 2 de febrero de 2013 en UFC 156. Maia ganó la pelea por decisión unánime. Con la victoria, Maia paso a tener un récord de 3-0 desde su debut en peso wélter.
Maia se enfrentó a Jake Shields el 9 de octubre de 2013 en UFC Fight Night 29. Maia perdió la pelea en una controversial decisión dividida.
Maia se enfrentó a Rory MacDonald el 22 de febrero de 2014 en UFC 170. MacDonald ganó la pelea por decisión unánime. Tras el evento, ambos peleadores ganaron el premio a la Pelea de la Noche.
Maia se enfrentó a Alexander Yakovlev el 31 de mayo de 2014 en UFC Fight Night: Miocic vs. Maldonado. Maia ganó la pelea por decisión unánime.
El 21 de marzo de 2015, Maia se enfrentó a Ryan LaFlare en UFC Fight Night 62. Maia ganó la pelea por decisión unánime.
El 1 de agosto de 2015, Maia se enfrentó a Neil Magny en UFC 190. Maia ganó la pelea por sumisión en la segunda ronda, ganando así el premio a la Actuación de la Noche.
Maia se enfrentó a Gunnar Nelson el 12 de diciembre de 2015 en UFC 194. Maia ganó la pelea por decisión unánime.
Maia se enfrentó a Matt Brown el 14 de mayo de 2016 en UFC 198. Maia ganó la pelea por sumisión en la tercera ronda.
Maia se enfrentó a Carlos Condit el 27 de agosto de 2016, en el evento principal de UFC on Fox 21. Dominó la pelea después de conseguir rápidamente tirar a Condit al suelo y acabar ganando por sumisión.
Maia se enfrentó a Jorge Masvidal en el UFC 211 el 13 de mayo de 2017. Maia fue capaz de derribar a Masvidal repetidamente y controlarlo en el suelo. Ganó la pelea por decisión dividida.
Maia se enfrentó a Colby Covington el 28 de octubre de 2017 en UFC Fight Night 119. Perdió la pelea por decisión unánime.
Maia fue elegido como el reemplazo de Santiago Ponzinibbio y se enfrentó a Kamaru Usman el 19 de mayo de 2018 en UFC Fight Night 129. Perdió la pelea por decisión unánime.
Maia se enfrentó a Lyman Good el 2 de febrero de 2019 en UFC Fight Night 144. Ganó la pelea a través de sumisión en la primera ronda, convirtiéndose en la primera persona en finalizar a Good en su carrera de AMM.

### Pelea por el Campeonato de Peso Wélter
Después de amasar una racha de siete peleas ganadas en el peso wélter, Maia se enfrentó al campeón wélter Tyron Woodley el 29 de julio de 2017, en el evento coestelar del UFC 214. Perdió la pelea por decisión unánime.

## Vida personal
La madre de Maia es de ascendencia rusa. Tiene una esposa llamada Renada, que trabaja para una revista brasileña. Maia afirmó que el Salón de la Fama de UFC Royce Gracie fue su inspiración para comenzar una carrera en las MMA, pero afirma al hermano de Royce, Rickson Gracie como su héroe principal. Maia habla portugués, español e inglés.

## Campeonatos y logros
- Ultimate Fighting Championship
  - Sumisión de la Noche (cuatro veces)
  - Pelea de la Noche (dos veces)
  - Actuación de la Noche (una vez)

## Récord en artes marciales mixtas
| Resultado | Récord | Oponente               | Método                            | Evento                                 | Fecha                    | Ronda | Tiempo | Localización                | Notas                                                                                             |
| --------- | ------ | ---------------------- | --------------------------------- | -------------------------------------- | ------------------------ | ----- | ------ | --------------------------- | ------------------------------------------------------------------------------------------------- |
| Derrota   | 28–11  | Belal Muhammad         | Decisión (unánime)                | UFC 263                                | 12 de junio de 2021      | 3     | 5:00   | Glendale, Arizona           |                                                                                                   |
| Derrota   | 28–10  | Gilbert Burns          | TKO (golpes)                      | UFC Fight Night: Lee vs. Oliveira      | 14 de marzo de 2020      | 1     | 2:34   | Brasília                    |                                                                                                   |
| Victoria  | 28–9   | Ben Askren             | Sumisión (rear-naked choke)       | UFC Fight Night: Maia vs. Askren       | 26 de octubre de 2019    | 3     | 3:54   | Singapur                    | Pelea de la Noche.                                                                                |
| Victoria  | 27–9   | Anthony Rocco Martin   | Decisión (mayoritaria)            | UFC on ESPN: Ngannou vs. dos Santos    | 29 de junio de 2019      | 3     | 5:00   | Mineápolis, Minesota        |                                                                                                   |
| Victoria  | 26–9   | Lyman Good             | Sumisión (rear-naked choke)       | UFC Fight Night: Assunção vs. Moraes 2 | 2 de febrero de 2019     | 1     | 2:38   | Fortaleza                   |                                                                                                   |
| Derrota   | 25–9   | Kamaru Usman           | Decisión (unánime)                | UFC Fight Night: Maia vs. Usman        | 19 de mayo de 2018       | 5     | 5:00   | Santiago                    |                                                                                                   |
| Derrota   | 25–8   | Colby Covington        | Decisión (unánime)                | UFC Fight Night: Brunson vs. Machida   | 28 de octubre de 2017    | 3     | 5:00   | Sao Paulo                   |                                                                                                   |
| Derrota   | 25–7   | Tyron Woodley          | Decisión (unánime)                | UFC 214                                | 29 de julio de 2017      | 5     | 5:00   | Anaheim, California         | Por el Campeonato de Peso Wélter de UFC.                                                          |
| Victoria  | 25-6   | Jorge Masvidal         | Decisión (dividida)               | UFC 211                                | 13 de mayo de 2017       | 3     | 5:00   | Dallas, Texas               |                                                                                                   |
| Victoria  | 24–6   | Carlos Condit          | Sumisión (rear-naked choke)       | UFC on Fox: Maia vs. Condit            | 27 de agosto de 2016     | 1     | 1:52   | Vancouver, British Columbia | Actuación de la Noche.                                                                            |
| Victoria  | 23–6   | Matt Brown             | Sumisión (rear-naked choke)       | UFC 198                                | 14 de mayo de 2016       | 3     | 4:31   | Curitiba                    |                                                                                                   |
| Victoria  | 22–6   | Gunnar Nelson          | Decisión (unánime)                | UFC 194                                | 12 de diciembre de 2015  | 3     | 5:00   | Las Vegas, Nevada           |                                                                                                   |
| Victoria  | 21–6   | Neil Magny             | Sumisión (rear-naked choke)       | UFC 190                                | 1 de agosto de 2015      | 2     | 2:52   | Río de Janeiro              | Actuación de la Noche.                                                                            |
| Victoria  | 20–6   | Ryan LaFlare           | Decisión (unánime)                | UFC Fight Night: Maia vs. LaFlare      | 21 de marzo de 2015      | 5     | 5:00   | Río de Janeiro              |                                                                                                   |
| Victoria  | 19–6   | Alexander Yakovlev     | Decisión (unánime)                | UFC Fight Night: Miocic vs. Maldonado  | 31 de mayo de 2014       | 3     | 5:00   | São Paulo                   |                                                                                                   |
| Derrota   | 18–6   | Rory MacDonald         | Decisión (unánime)                | UFC 170                                | 22 de febrero de 2014    | 3     | 5:00   | Las Vegas, Nevada           | Pelea de la Noche.                                                                                |
| Derrota   | 18–5   | Jake Shields           | Decisión (dividida)               | UFC Fight Night: Maia vs. Shields      | 9 de octubre de 2013     | 5     | 5:00   | Barueri                     |                                                                                                   |
| Victoria  | 18–4   | Jon Fitch              | Decisión (unánime)                | UFC 156                                | 2 de febrero de 2013     | 3     | 5:00   | Las Vegas, Nevada           |                                                                                                   |
| Victoria  | 17–4   | Rick Story             | Sumisión (neck crank)             | UFC 153                                | 13 de octubre de 2012    | 1     | 2:30   | Río de Janeiro              |                                                                                                   |
| Victoria  | 16–4   | Dong-hyun Kim          | TKO (lesión)                      | UFC 148                                | 7 de julio de 2012       | 1     | 0:47   | Las Vegas, Nevada           | Debut en peso wélter. Kim sufrió un espasmo muscular que puso fin a la pelea en la primera ronda. |
| Derrota   | 15–4   | Chris Weidman          | Decisión (unánime)                | UFC on Fox: Evans vs. Davis            | 28 de enero de 2012      | 3     | 5:00   | Chicago, Illinois           |                                                                                                   |
| Victoria  | 15–3   | Jorge Santiago         | Decisión (unánime)                | UFC 136                                | 8 de octubre de 2011     | 3     | 5:00   | Houston, Texas              |                                                                                                   |
| Derrota   | 14–3   | Mark Muñoz             | Decisión (unánime)                | UFC 131                                | 11 de junio de 2011      | 3     | 5:00   | Vancouver                   |                                                                                                   |
| Victoria  | 14–2   | Kendall Grove          | Decisión (unánime)                | The Ultimate Fighter 12 Finale         | 4 de diciembre de 2010   | 3     | 5:00   | Las Vegas, Nevada           |                                                                                                   |
| Victoria  | 13–2   | Mario Miranda          | Decisión (unánime)                | UFC 118                                | 28 de agosto de 2010     | 3     | 5:00   | Boston, Massachusetts       |                                                                                                   |
| Derrota   | 12–2   | Anderson Silva         | Decisión (unánime)                | UFC 112                                | 10 de abril de 2010      | 5     | 5:00   | Abu Dhabi                   | Por el Campeonato de Peso Medio de UFC.                                                           |
| Victoria  | 12–1   | Dan Miller             | Decisión (unánime)                | UFC 109                                | 6 de febrero de 2010     | 3     | 5:00   | Las Vegas, Nevada           |                                                                                                   |
| Derrota   | 11–1   | Nate Marquardt         | KO (golpe)                        | UFC 102                                | 29 de agosto de 2009     | 1     | 0:21   | Portland, Oregón            |                                                                                                   |
| Victoria  | 11–0   | Chael Sonnen           | Sumisión (triangle choke)         | UFC 95                                 | 21 de febrero de 2009    | 1     | 2:37   | Londres                     | Sumisión de la Noche.                                                                             |
| Victoria  | 10–0   | Nate Quarry            | Sumisión (rear-naked choke)       | UFC 91                                 | 15 de noviembre de 2008  | 1     | 2:13   | Las Vegas, Nevada           |                                                                                                   |
| Victoria  | 9–0    | Jason MacDonald        | Sumisión (rear-naked choke)       | UFC 87                                 | 9 de agosto de 2008      | 3     | 2:44   | Minneapolis, Minnesota      | Sumisión de la Noche.                                                                             |
| Victoria  | 8–0    | Ed Herman              | Sumisión (triangle choke montado) | UFC 83                                 | 19 de abril de 2008      | 2     | 2:27   | Montreal                    | Sumisión de la Noche.                                                                             |
| Victoria  | 7–0    | Ryan Jensen            | Sumisión (rear-naked choke)       | UFC 77                                 | 20 de octubre de 2007    | 1     | 2:40   | Cincinnati, Ohio            | Sumisión de la Noche.                                                                             |
| Victoria  | 6–0    | Ryan Stout             | TKO (lesión en el hombro)         | GFC: Evolution                         | 19 de mayo de 2007       | 1     | 1:54   | Columbus, Ohio              |                                                                                                   |
| Victoria  | 5–0    | Fabio Nascimento       | Sumisión (guillotine choke)       | Super Challenge 1                      | 7 de octubre de 2006     | 1     | 0:35   | Río de Janeiro              | Ganó el torneo Super Challenge.                                                                   |
| Victoria  | 4–0    | Gustavo Machado        | Decisión (unánime)                | Super Challenge 1                      | 7 de octubre de 2006     | 2     | 5:00   | Río de Janeiro              |                                                                                                   |
| Victoria  | 3–0    | Vitelmo Kubis Bandeira | Sumisión (rear-naked choke)       | Super Challenge 1                      | 7 de octubre de 2006     | 1     | 3:30   | Río de Janeiro              |                                                                                                   |
| Victoria  | 2–0    | Łukasz Chlewicki       | Sumisión (armbar)                 | The Cage Vol. 4: Redemption            | 3 de diciembre de 2005   | 1     | 4:22   | Helsinki                    |                                                                                                   |
| Victoria  | 1–0    | Raúl Sosa              | TKO (golpes)                      | Tormenta en el Ring                    | 21 de septiembre de 2001 | 1     | 0:48   | Caracas                     |                                                                                                   |